# بيرسيفال هيذر
بيرسيفال هيذر (بالإنجليزية: Percival Heather)‏ (6 أكتوبر 1882 بملبورن في أستراليا - 29 يونيو 1956) هو لاعب كريكت جنوب أفريقي وأسترالي. لعب مع فريق فكتوريا للكريكت وGauteng (cricket team) ‏ وفريق كوازولو ناتال للكريكت ‏.

## وصلات خارجية
- بيرسيفال هيذر على موقع إي آس بي آن كريك إنفو (الإنجليزية)